# Висока (Олеський повіт)
Висока (пол. Wysoka, нім. Lindenhöhe in Oberschlesien) — село в Польщі, у гміні Олесно Олеського повіту Опольського воєводства.
Населення — 427 осіб (2011).
У 1975-1998 роках село належало до Ченстоховського воєводства.

## Демографія
Демографічна структура станом на 31 березня 2011 року:
|          | Загалом | Допрацездатний вік | Працездатний вік | Постпрацездатний вік |
| -------- | ------- | ------------------ | ---------------- | -------------------- |
| Чоловіки | 221     | 41                 | 146              | 34                   |
| Жінки    | 206     | 30                 | 122              | 54                   |
| Разом    | 427     | 71                 | 268              | 88                   |